# Bigode
Bigode, eigentlich João Ferreira, auch João Bigode oder João Ferreira Bigode, (* 4. April 1922 in Belo Horizonte; † 31. Juli 2003 ebenda) war ein brasilianischer Fußballspieler. Er war Abwehrspieler.

## Leben und Karriere
Bigode begann seine professionelle Karriere 1940 beim 7 Septembro-FC. Danach spielte er bei Atlético Mineiro, mit denen er 1942 und 1943 das Campeonato Mineiro gewann. Von 1943 bis 1949 spielte er bei Fluminense Rio de Janeiro und danach ein Jahr bei Flamengo Rio de Janeiro.
In der brasilianischen Nationalmannschaft spielte Bigode in den Jahren 1949 und 1950 zehn Spiele. Er gewann mit Brasilien die Copa América 1949 und nahm an der Weltmeisterschaft 1950 im eigenen Land teil.
Bei dieser Weltmeisterschaft kam es zwischen Brasilien und Uruguay zum entscheidenden Spiel um den Titel, welches später als „Maracanaço“ bekannt wurde: Der hohe Favorit Brasilien verlor völlig überraschend gegen den Außenseiter Uruguay mit 1:2. Bei beiden Toren Uruguays wurde Bigode von seinem Gegenspieler Ghiggia ausgespielt. Er gehört daher neben Torhüter Barbosa zu den Spielern, denen am häufigsten die „Schuld“ an der traumatischen Niederlage Brasiliens gegeben wird. Das Maracanaço war Bigodes letztes Länderspiel.
Er verstarb 2003 im Alter von 81 Jahren in seiner Geburtsstadt Belo Horizonte.

## Karriere (Überblick)
Vereine
- 1940: 7 Septembro-FC
- 1941–1942: Atlético Mineiro
- 1943–1949: Fluminense
- 1950–1951: Flamengo
- 1955: Fluminense

Nationalmannschaft
- 1949–1950: zehn Spiele für Brasilien, kein Tor

## Erfolge
Atlético Mineiro
- Campeonato Mineiro: 1941, 1942

Fluminense
- Campeonato Carioca: 1946
- Copa Rio: 1952

Nationalmannschaft
- Copa América: 1949
- Copa Oswaldo Cruz: 1950
- Copa Río Branco: 1950